# La Bresse
La Bresse é uma comuna francesa na região administrativa de Grande Leste, no departamento de Vosges. Estende-se por uma área de 57,94 km². Em 2010 a comuna tinha 4 296 habitantes (densidade: 74,1 hab./km²).